# تحول بيولوجي

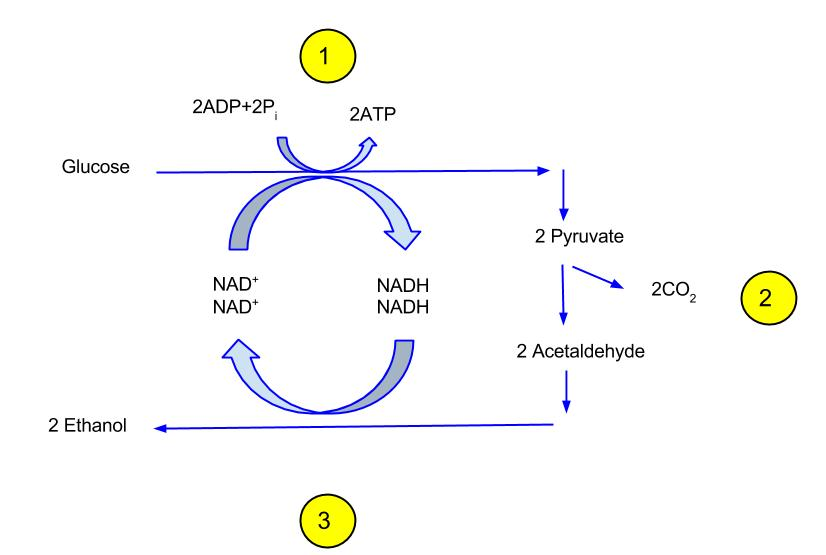

التحول البيولوجي أو  التحول الحيوي أو الانتقال الحيوي (بالإنجليزية: Biotransformation)‏ هو التعديل الكيميائي الذي يقوم به كائن حي على مركب كيميائي كأن يقوم بتعديل جزيء في المركب. التحول البيولوجي يضم بشكلٍ أكبر التغير الكيميائي للمواد الكيميائية مثل المواد الغذائية والأحماض الأمينية والسموم والأدوية في الجسم.